# 대한민국의 경제부총리
경제부총리(經濟副總理)는 경제기획원, 재정경제원, 재정경제부 장관이 겸직했던 부총리로서 2013년부터 기획재정부 장관이 겸직한다.
1963년 12월 박정희 정부가 출범하면서 경제 성장을 위해 청와대와 행정부에 산재되어 있던 여러 경제 부처들의 힘을 하나로 모으고 이를 총괄 지휘하기 위하여 경제기획원 장관으로 하여금 경제부총리를 겸하게 하면서 처음 등장했다. 이에 따라 대외 경제정책 조정권이 총리실에서 경제기획원으로 이관되었으며, 부총리 겸 경제기획원 장관은 경제 정책에 관해 국무총리의 명을 받아 경제 관련 부처를 총괄 조정할 수 있는 권한을 갖게 됐다. 이후 전두환 정부, 노태우 정부에 이르기까지 경제기획원 장관은 부총리를 겸직하면서 대한민국 경제 정책의 컨트롤타워로써 기능하였다.
이후 김영삼 정부 때에는 경제기획원과 재무부를 재정경제원으로 통폐합했으며 재정경제원 장관으로 하여금 부총리를 겸직하도록 하였다. 이는 대한민국의 경제가 많이 발전하였고 더 이상 국가주도식, 군사작전식 개발정책은 효과가 없다고 판단하여 경제 정책의 일부를 민간에게 이관하면서 생긴 결과였다. 이로써 이후의 경제 정책은 관민 합동 형식으로 이루어지면서 개발 독재 시대의 부작용을 어느정도 치유할 수 있게 되었으나 경제 정책의 컨트롤타워였던 경제기획원의 부재를 염려하는 목소리도 있었다.
김영삼 정부 말기에는 IMF 구제 금융 사건이 터지면서 국제 통화 기금(IMF)의 관리 하에 들어갔는데 이 때 IMF의 명령에 따라 김대중 정부는 과도하게 팽창된 행정력을 억제하여 경제부총리제를 폐지함과 동시에 재정경제원을 재정경제부로 격하시켰다. 이후 2000년 8월 외환 위기를 극복했다고 선언한 김대중 정부는 재정경제부 장관이 경제부총리를 겸직토록 하였다.
이후 2008년 2월 출범한 이명박 정부는 작은 정부를 지향하면서 <정부조직법>을 개정했으며 이에 따라 경제부총리제를 폐지하고 재정경제부를 기획재정부로 개편하였다가 2013년 3월 박근혜 정부에서 부활하였다.

## 역할
- (정부조직법 제19조 제1항) 국무총리가 특별히 위임하는 사무를 수행하기 위하여 부총리 2명을 둔다.
- (정부조직법 제19조 제3항) 부총리는 기획재정부장관과 교육부장관이 각각 겸임한다.
- (정부조직법 제19조 제4항) 경제정책에 관하여 국무총리의 명을 받아 관계 중앙행정기관을 총괄·조정한다.
- 경제부총리는 경제관계장관회의를 개최하고 주재하며, 경제관계장관회의의 참석자는 의장인 기획재정부장관, 교육부장관, 과학기술정보통신부장관, 행정안전부장관, 농림축산식품부장관, 산업통상자원부장관, 보건복지부장관, 환경부장관, 고용노동부장관, 여성가족부장관, 국토교통부장관, 해양수산부장관, 금융위원장, 공정거래위원장, 국무조정실장, 청와대 경제수석이다.

## 현임
- 구윤철

## 역대 부총리

### 부총리 겸 경제기획원 장관
| 정부        | 대수           | 이름                              | 임기 | 비고 |
| ----------- | -------------- | --------------------------------- | --- | --- |
| 제3 공화국  | 7대            | 김유택(金裕澤)                    | 1963년 12월 17일~1964년 5월 11일                                                                        | 재무부 이재국장&재무부 차관&재무부 장관&제7대 국회의원&주 영국 대사&한국은행 총재                                              |
| 제3 공화국  | 8대            | 장기영(張基榮)                    | 1964년 5월 11일~1967년 10월 3일                                                                         | 제9대 국회의원&국제올림픽위원회 위원&조선일보 사장&한국일보 사주                                                               |
| 제3 공화국  | 9대            | 박충훈(朴忠勳)                    | 1967년 10월 3일~1969년 6월 3일                                                                          | 상공부 차관&상공부 장관&국무총리&대통령 권한대행&국정자문회의 자문위원&한국과학기술연구소 이사장&한국무역협회장                |
| 제3 공화국  | 10대           | 김학렬(金鶴烈)                    | 1969년 6월 3일~1972년 1월 4일                                                                           | 경제기획원 차관&재무부 장관 |
| 제3 공화국  | 11대           | 태완선(太完善)                    | 1972년 1월 4일~1974년 9월 18일                                                                          | 상공부 장관&건설부 장관&제2·5·10대 국회의원&유신정우회장&대한상공회의소 회장                                                   |
| 제4 공화국  | 11대           | 태완선(太完善)                    | 1972년 1월 4일~1974년 9월 18일                                                                          | 상공부 장관&건설부 장관&제2·5·10대 국회의원&유신정우회장&대한상공회의소 회장                                                   |
| 12대        | 남덕우(南德祐) | 1974년 9월 18일~1978년 12월 22일  | 서강대교수&재무부 장관&국무총리&코리아헤럴드 회장&한국무역협회장&산학협동재단 이사장                    | |
| 13대        | 신현확(申鉉確) | 1978년 12월 22일~1979년 12월 13일 | 대구대 교수&외자청장&부흥부 차관&부흥부 장관&국무총리&행정개혁위원회 위원장&제9·10대 국회의원           | |
| 14대        | 이한빈(李漢彬) | 1979년 12월 13일~1980년 5월 22일  | 숭실대 총장&재무부 예산국장&재무부 정무·사무차관&주 스위스 대사&인간개발연구원 회장&과학기술원 이사장   | |
| 15대        | 김원기(金元基) | 1980년 5월 22일~1980년 9월 2일    | 재무부 이재국장·세정차관보&재무부 차관&재무부 차관&한국산업은행 총재&한국도로공사 이사장&한국무역협회장 | |
| 16대        | 신병현(申秉鉉) | 1980년 9월 2일~1982년 1월 4일     | 상공부 장관&한국은행 총재&한국무역협회장                                                                | |
| 16대        | 신병현(申秉鉉) | 1980년 9월 2일~1982년 1월 4일     | 상공부 장관&한국은행 총재&한국무역협회장                                                                | 제5 공화국 |
| 17대        | 김준성(金埈成) | 1982년 1월 4일~1983년 7월 7일     | 한국은행 총재                                                                                           | |
| 18대        | 서석준(徐錫俊) | 1983년 7월 7일~1983년 10월 7일    | 행정조정실장&경제기획원 차관&상공부 장관&한국개발연구원 자문위원                                        | |
| 19대        | 신병현(申秉鉉) | 1983년 10월 15일~1986년 1월 8일   | 상공부 장관&한국은행 총재&한국무역협회장                                                                | |
| 20대        | 김만제(金滿堤) | 1986년 1월 8일~1987년 5월 26일    | 서강대 교수&재무부 정관&제16대 국회의원&한나라당 정책위원회 의장&한미은행장&한국개발연구원장            | |
| 21대        | 정인용(鄭寅用) | 1987년 5월 26일~1988년 2월 24일   | 재무부 외환국장·국제금융차관보&경제기획원 차관&재무부 차관&재무부 장관                                  | |
| 노태우 정부 | 22대           | 나웅배(羅雄培)                    | 1988년 2월 25일~1988년 12월 5일                                                                         | 아주대 총장&상공부 장관&재무부 장관&제11·12·13·14대 국회의원&전국경제인연합회장                                                |
| 노태우 정부 | 23대           | 조순(趙淳)                        | 1988년 12월 5일~1990년 3월 17일                                                                         | 서울대 교수&서울특별시장&제15대 국회의원&한나라당 총재&한국은행 총재&한국국제경제학회장                                        |
| 노태우 정부 | 24대           | 이승윤(李承潤)                    | 1990년 3월 17일~1991년 2월 18일                                                                         | 서강대 교수&재무부 장관&제9·10·13·14대 국회의원&민주자유당 정책위원회 의장&해외건설협회장                                      |
| 노태우 정부 | 25대           | 최각규(崔珏圭)                    | 1991년 2월 18일~1993년 2월 24일                                                                         | 강원도지사&재무부 차관&경제기획원 차관&상공부 장관&농수산부 장관&제13대 국회의원                                               |
| 김영삼 정부 | 26대           | 이경식(李經植)                    | 1993년 2월 25일~1993년 12월 21일                                                                        | 체신부 차관&한국은행 총재 |
| 김영삼 정부 | 27대           | 정재석(丁渽錫)                    | 1993년 12월 21일~1994년 10월 4일                                                                        | 건설부 차관&경제기획원 차관&교통부 장관&상공부 장관                                                                            |
| 김영삼 정부 | 28대           | 홍재형(洪在馨)                    | 1994년 10월 4일~1994년 12월 23일                                                                        | 대통령비서실 경제수석비서관&재무부 제1차관보&재무부 장관&제16·17·18대 국회의원&국회 예산결산특별위원회 위원장&한국수출입은행장 |

### 부총리 겸 재정경제원 장관
| 정부        | 대수 | 이름           | 임기                              | 비고 |
| ----------- | ---- | -------------- | --------------------------------- | --- |
| 김영삼 정부 | 초대 | 홍재형(洪在馨) | 1994년 12월 23일~1995년 12월 20일 | 대통령비서실 경제수석비서관&재무부 제1차관보&제16·17·18대 국회의원&국회 예산결산특별위원회 위원장&한국수출입은행장 |
| 김영삼 정부 | 2대  | 나웅배(羅雄培) | 1995년 12월 20일~1996년 8월 8일   | 아주대 총장&상공부 장관&제11·12·13·14대 국회의원&전국경제인연합회장                                                |
| 김영삼 정부 | 3대  | 한승수(韓昇洙) | 1996년 8월 8일~1997년 3월 5일     | 서울대 교수&대통령비서실장&상공부 장관&국무총리&제13·15·16대 국회의원&한나라당 경제정책위원회 위원장&주 미국 대사  |
| 김영삼 정부 | 4대  | 강경식(姜慶植) | 1997년 3월 5일~1997년 11월 19일   | 경제기획원 차관보&재무부 차관&제12·14·15대 국회의원&국가경영전략연구원 이사장                                      |
| 김영삼 정부 | 5대  | 임창열(林昌烈) | 1997년 11월 19일~1998년 3월 5일   | 경기도지사&조달청장&재무부 증권국장&과학기술처 차관&재정경제원 차관&통상산업부 장관                                |

### 부총리 겸 재정경제부 장관
| 정부        | 대수 | 이름           | 임기                            | 비고 |
| ----------- | ---- | -------------- | ------------------------------- | --- |
| 김대중 정부 | 9대  | 진념(陳念)     | 2001년 1월 29일~2002년 4월 15일 | 경제기획원 공정거래실장·기획차관보&재무부 차관&경제기획원 차관&동력자원부 장관&노동부 장관&기획예산처 장관                               |
| 김대중 정부 | 10대 | 전윤철(田允喆) | 2002년 4월 15일~2003년 2월 27일 | 수산청장&경제기획원 기획관리실장&공정거래위원회 위원장&기획예산처 장관&감사원장                                                          |
| 노무현 정부 | 11대 | 김진표(金晉杓) | 2003년 2월 27일~2004년 2월 10일 | 대통령비서실 정책기획수석비서관&국무조정실장&재정경제부 차관&교육부총리&제17·18·19대 국회의원&민주통합당 원내대표&국회 재정·조세연구회장 |
| 노무현 정부 | 12대 | 이헌재(李憲宰) | 2004년 2월 10일~2005년 3월 7일  | 금융감독위원회 위원장 |
| 노무현 정부 | 13대 | 한덕수(韓德洙) | 2005년 3월 14일~2006년 7월 18일 | 대통령비서실 경제수석비서관&국무조정실장&통상산업부 차관&국무총리&주 미국 대사&산업연구원장&한국무역협회장                               |
| 노무현 정부 | 14대 | 권오규(權五奎) | 2006년 7월 18일~2008년 2월 29일 | 대통령비서실 정책·경제수석비서관&조달청장&재정경제부 경제정책국장·차관보&주 OECD 대사                                                    |

### 부총리 겸 기획재정부 장관
| 정부        | 대수           | 이름                             | 임기 | 비고 |
| ----------- | -------------- | -------------------------------- | --- | --- |
| 박근혜 정부 | 직무대행       | 박재완(朴宰完)                   | 2013년 2월 25일~2013년 3월 21일 | 기획재정부장관으로 직무대행 |
| 박근혜 정부 | 1대            | 현오석(玄旿錫)                   | 2013년 3월 22일~2014년 7월 14일 | 한국과학기술원 교수&한국개발연구원 국제정책대학원대 총장&세계은행 자문위원&한국개발연구원장                                                                      |
| 박근혜 정부 | 2대            | 최경환(崔炅煥)                   | 2014년 7월 15일~2016년 1월 12일 | 대통령비서실 경제수석실 보좌관&제17·18·19대 국회의원&한국경제신문 편집국 부국장&새누리당 원내대표&지식경제부 장관&국무총리 직무대행                              |
| 박근혜 정부 | 3대            | 유일호(柳一鎬)                   | 2016년 1월 13일~2017년 6월 9일 | 한국조세연구원 원장&한국개발연구원 국제정책대학원대학교 교수&국토교통부 장관&제18·19대 국회의원&새누리당 원내부대표&새누리당 서울특별시당 위원장&새누리당 대변인 |
| 문재인 정부 | 3대            | 유일호(柳一鎬)                   | 2016년 1월 13일~2017년 6월 9일 | 한국조세연구원 원장&한국개발연구원 국제정책대학원대학교 교수&국토교통부 장관&제18·19대 국회의원&새누리당 원내부대표&새누리당 서울특별시당 위원장&새누리당 대변인 |
| 4대         | 김동연(金東兗) | 2017년 6월 10일~2018년 12월 10일 | 제15대 아주대학교 총장&국무조정실장 (장관급)&기획재정부 제2차관·기획재정부 예산실장&대통령실 국정기획수석실 국정과제비서관·대통령실 경제수석실 경제금융비서관 | |
| 5대         | 홍남기(洪楠基) | 2018년 12월 11일~2022년 5월 9일  | 국무조정실장 (장관급)&미래창조과학부 제1차관&대통령비서실 정책조정수석실 기획비서관&기획재정부 정책조정국 국장·기획재정부 대변인&주미합중국대사관 공사참사관  | |
| 윤석열 정부 | 6대            | 추경호(秋慶鎬)                   | 2022년 5월 10일~2023년 12월 28일 | 국민의힘 원내수석부대표&제20·21대 국회의원&여의도연구원장&국무조정실장 (장관급)&기획재정부 제1차관&금융위원회 부위원장                                           |
| 윤석열 정부 | 7대            | 최상목(崔相穆)                   | 2023년 12월 29일~2025년 5월 1일 | 대통령비서실 경제수석&농협대학교 총장&기획재정부 제1차관&대통령비서실 경제수석실 경제금융비서관                                                                  |
| 윤석열 정부 | 직무대행       | 김범석(金範錫)                   | 2025년 5월 2일~2025년 6월 10일 | 대통령 권한대행 업무지원단장&기획재정부 제1차관&대통령비서실 경제금융비서관&기획재정부 차관보                                                                    |
| 이재명 정부 | 직무대행       | 이형일(李炯日)                   | 2025년 6월 10일~2025년 7월 18일 | 기획재정부 제1차관&통계청장&기획재정부 차관보&대통령비서실 경제정책비서관                                                                                        |
| 이재명 정부 | 8대            | 구윤철(具潤哲)                   | 2025년 7월 18일~ | 경북문화재단 대표이사&제6대 국무조정실장&서울대학교 이사&기획재정부 제2차관                                                                                      |

## 같이 보기
| - 국무총리 - 부총리 - 교육부총리 - 과기부총리 - 통일부총리 - 사회부총리 | - 경제기획원 - 재정경제원 - 재정경제부 - 기획재정부 - 기획재정부 장관 |